# Alvin e i Chipmunks incontrano l'Uomo Lupo
Alvin e i Chipmunks incontrano l'Uomo Lupo (Alvin and the Chipmunks Meet the Wolfman) è un film animato del 2000 diretto da Kathi Castillo e ispirato ai personaggi di Alvin and the Chipmunks, protagonisti di una serie di dischi e di cartoni animati fra gli anni sessanta e gli anni novanta. È il sequel del film animato Alvin e i Chipmunks incontrano Frankenstein del 1999.
Distribuito direttamente nel mercato home-video, il film è uscito in Italia in VHS nel 2000 su etichetta Universal Pictures.

## Trama
Un misterioso e sinistro vicino di casa, chiamato Lawrence Talbot, ululati nelle notti di luna piena. Alvin è convinto che un lupo mannaro si aggiri nel loro quartiere, ma i fratelli Simon e Theodore e il padre adottivo Dave, non sembrano dargli retta. Quando però Theodore comincia a manifestare strani comportamenti in seguito al morso del terrificante Uomo Lupo, i due Chipmunks e le Chipettes: Brittany, Jeanette ed Eleanor si rendono conto che qualcosa di strano sta realmente accadendo. Alvin e Simon devono trovare il modo di riportare alla normalità il loro dolcissimo fratellino, prima che sia troppo tardi.